# Валденогер (Белуно)
Валденогер је насеље у Италији у округу Белуно, региону Венето.
Према процени из 2011. у насељу је живело 145 становника. Насеље се налази на надморској висини од 854 м.